# Либан на Светском првенству у атлетици на отвореном 2023.
Либан је учествовао на 19. Светском првенству у атлетици на отвореном 2023. одржаном у Будимпешти од 19. до 27. августа деветнаести пут, односно, учествовао је на свим првенствима до данас. Репрезентацију Либана представљао је 1 атлетичар који се такмичио у трци на 400 м препоне.,.
На овом првенству такмичар Либана није освојио ниједну медаљу нити је остварио неки резултат.

## Учесници
Мушкарци: 
- Марк Ентони Ибрахим — 400 м препоне

## Резултати

### Мушкарци
| Атлетичар           | Дисциплина    | Лични рекорд | Квалификације | Квалификације | Полуфинале           | Полуфинале           | Финале               | Финале       | Детаљи |
| Атлетичар           | Дисциплина    | Лични рекорд | Резултат      | Место         | Резултат             | Место                | Резултат             | Место        | Детаљи |
| ------------------- | ------------- | ------------ | ------------- | ------------- | -------------------- | -------------------- | -------------------- | ------------ | ------ |
| Марк Ентони Ибрахим | 400 м препоне | 50,55        | 50,62         | 8. у гр. 3    | Није се квалификовао | Није се квалификовао | Није се квалификовао | 38 / 41 (43) |        |